# 2П27
2П27 —  советская боевая машина (БМ) противотанкового ракетного комплекса (ПТРК) 2К16 «Шмель». Создана на базе бронированной разведывательно-дозорной машины (БРДМ).

## История создания
Разработка боевых машин на шасси БРДМ в составе комплекса 2К16 и ГАЗ-69 (комплекс 2К15) была начата в мае 1959 года. По результатам испытаний, проходивших с ноября 1959 года, комплекс на шасси БРДМ признали лучшим по пулезащищённости, возможности преодоления окопов, совершенству механизма наведения пусковой установки, величине возимого боекомплекта. Более легкий вариант на шасси ГАЗ-69 оказался предпочтительнее в качестве противотанкового вооружения ВДВ, а также как упрощённый вариант для массового производства в условиях военного времени. 2П27 была принята на вооружение ВС СССР 1 августа 1960 года вместе с 2П26.
В ходе очередного военного парада на Красной площади 1 мая 1962 года 2П27 проехали в парадном строю. Таким образом комплекс презентовали населению и присутствовавшим иностранным военным обозревателям. Западные военные эксперты сразу же усмотрели сходство между новым советским ПТРК и его более ранним французским аналогом SS.11, придя к заключению, что два комплекса, вероятно, идентичны по своим габаритным и тактико-техническим характеристикам. По оценке западных специалистов, комплекс обеспечивал поражение целей на расстоянии от 500 метров до 3 км. Однако, эта оценка оказалась завышенной.
Экспортировалась в страны ОВД.

## Описание конструкции
Основным предназначением боевой машины 2П27 являлась борьба с бронированными целями. В состав экипажа машины входили два человека: механик-водитель и наводчик-оператор (являющийся по совместительству командиром БМ).

### Броневой корпус
Корпус боевой машины выполнен из броневых листов, сваренных между собой. Броня машины обеспечивала защиту оборудования и экипажа от пуль и мелких осколков. Внутреннее пространство машины разделено на три отсека:
- силовое отделение;
- отделение управления;
- боевое отделение.

В передней части машины расположено силовое отделение, в котором находится двигатель машины. В средней части корпуса размещено отделение управления. В отделении управления находятся органы управления машиной, а также места водителя и оператора-наводчика. В крыше корпуса машины имелся люк с двумя откидными крышками для посадки и выхода водителя и командира. За отделением управления в средней и кормовой частях машины расположено боевое отделение, отделённое от остальной части корпуса стальной перегородкой. На крыше боевого отделения установлены створки, автоматически откидывающиеся при подъёме направляющих с ракетами из машины.

### Вооружение
В качестве основного вооружения использовались противотанковые управляемые ракеты (ПТУР) 3М6, обладавшие бронепробиваемостью 300…400 мм. Управление ракетами осуществлялось по проводной линии. Время приведения в боевое положение — 10 секунд. Скорострельность — 2 выстрела в минуту. Дальность стрельбы ракетами составляла от 600 до 2000 метров. Возимый боекомплект — 6 ракет, из них три ракеты располагались на пусковой установке и ещё три — в боеукладке машины. Дополнительно в комплект возимого вооружения входили автомат Калашникова и гранатомёт РПГ-7 с тремя реактивными гранатами.

### Средства наблюдения и связи
Для внешней связи в боевой машине 2П27 имеется переносная радиостанция Р-126, которая обеспечивала надёжную связь на дальности до 2000 метров при работе с выносным пультом, однако в самой БМ дальность связи уменьшалась в 1,5-2 раза.
Для наведения и управления огнём машины с дистанции из укрытия использовался выносной пульт с биноклем БПШ-8. Аппаратура позволяет вести огонь на удалении от машины до 30 метров. При стрельбе непосредственно из боевой машины использовался оптический визир 10П7 с 8-ми кратным увеличением.

### Ходовая часть
Ходовая часть боевой машины 2П27 выполнена на базе БРДМ (ГАЗ-40ПБ). На машине применялся закрытый безрамный несущий корпус. В кормовой части корпуса был установлен водомёт. Подвеска состояла из четырех продольных полуэллиптических рессор и восьми поршневых гидроамортизаторов двухстороннего действия. Пневматические шины размерности 12.00-18" основного колесного движителя были подключены к системе централизованного регулирования давления воздуха. В состав механической трансмиссии входили однодисковое сцепление, четырехступенчатая коробка передач, двухступенчатая раздаточная коробка, карданная передача, главные передачи с самоблокирующимися дифференциалами, от которых осуществлялся привод к ведущим колесам. Машина была оборудована четырьмя дополнительными пневматическими колесами размером 700×250 мм, расположенными попарно друг за другом в средней части корпуса вдоль бортов. На БМ устанавливался карбюраторный шестицилиндровый двигатель ГАЗ-40 мощностью 66 кВт (90 л. с.).

## Сохранившиеся экземпляры
- Венгрия:
  - Военный музей в Кецеле (2 машины)
- Польша:
  - Музей Белого орла[пол.], Скаржиско-Каменна[12]
  - Музей польской военной техники[пол.], Варшава
  - Музей польского оружия, Колобжег[13]
- Россия:
  - Военно-исторический музей артиллерии, инженерных войск и войск связи, Санкт-Петербург
  - Центральный музей бронетанкового вооружения и техники, Кубинка
- Украина:
  - Военный музей «Бойкова Шампань», c. Казацкое (переделан в транспортный вариант)
  - Музей истории Украины во Второй мировой войне, Киев

## Галерея

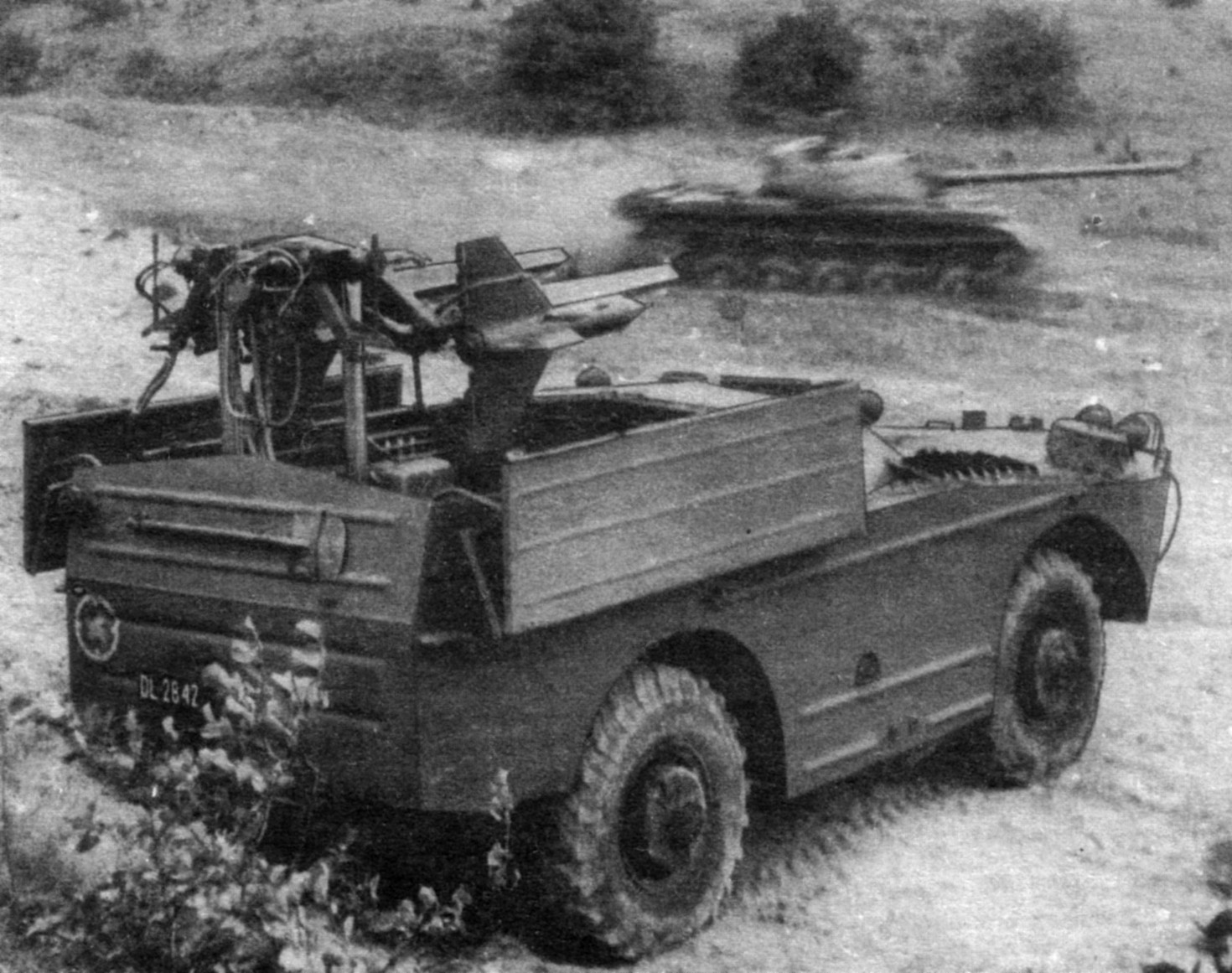
2П27 на учениях. Польша.
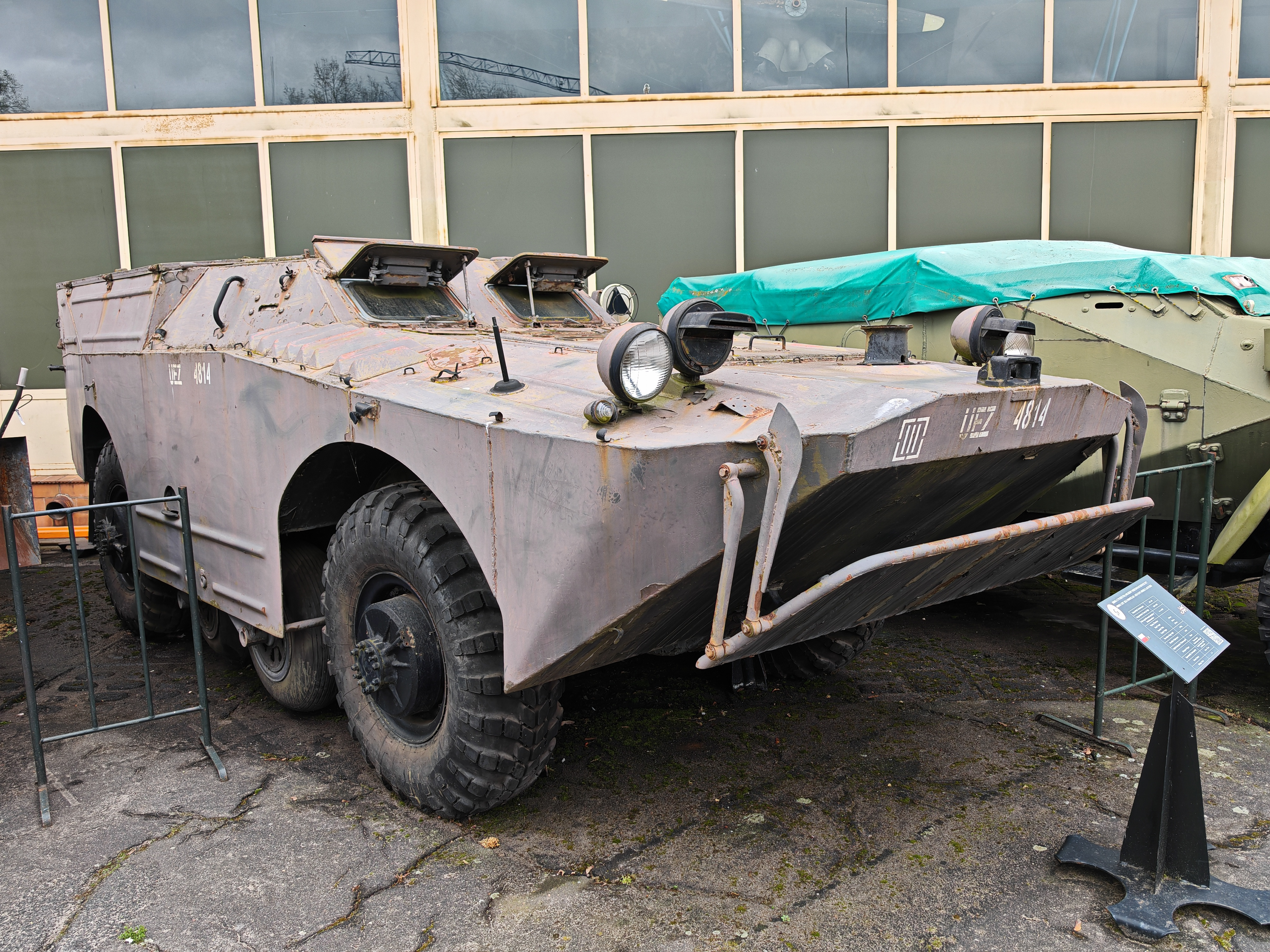
2П27 в Музее польского оружия, Колобжег
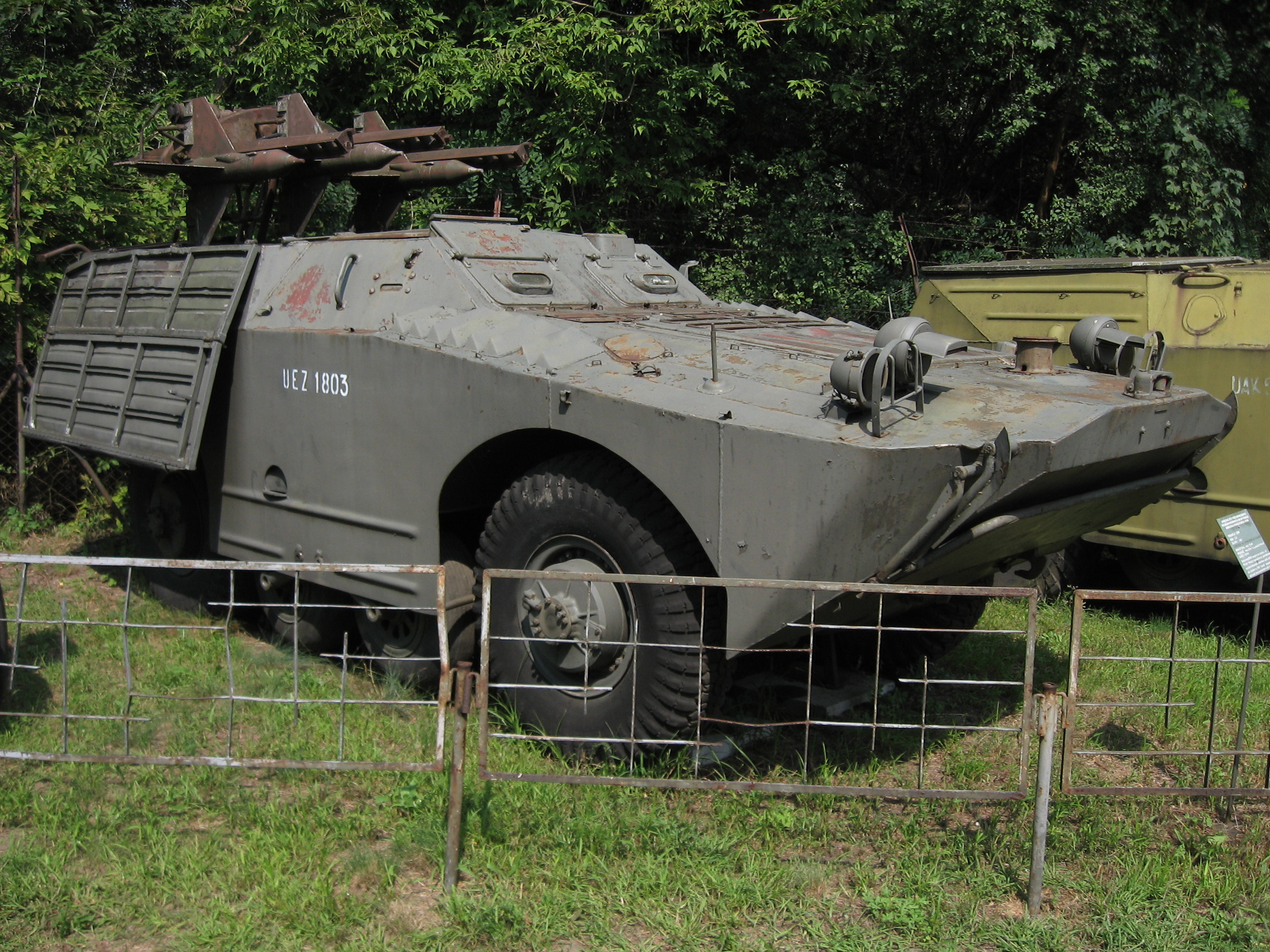
2П27 в Музее польской военной техники.
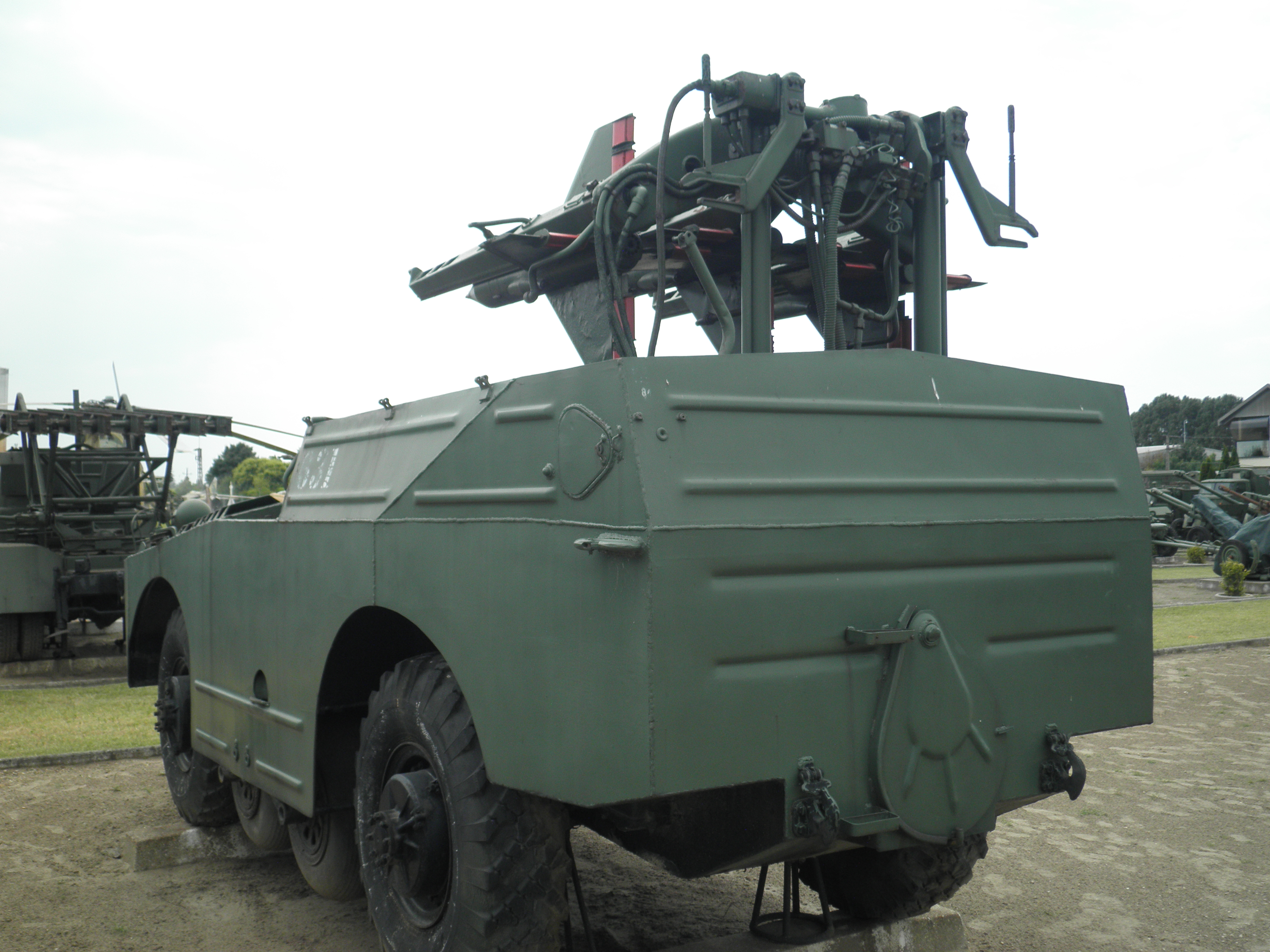
2П27 в военном музее, Кецель.